# Abutilon hirsutum
Abutilon hirsutum är en malvaväxtart som först beskrevs av Vell., och fick sitt nu gällande namn av Karl Moritz Schumann. Abutilon hirsutum ingår i släktet klockmalvor, och familjen malvaväxter. Inga underarter finns listade i Catalogue of Life.